# Бурлово (Опочецький район)
Бурлово (рос. Бурлово) — присілок в Опочецькому районі Псковської області Російської Федерації.
Населення становить 14 осіб. Входить до складу муніципального утворення Болгатовська волость.

## Історія
Від 2015 року входить до складу муніципального утворення Болгатовська волость.

## Населення
| 2001 | 2002 | 2010 | 2013 | 2014 | 2015 | 2016 |
| ---- | ---- | ---- | ---- | ---- | ---- | ---- |
| 10   | ↘8   | ↘2   | →2   | ↗3   | ↗13  | ↗14  |